# Kanton Gex
Der Kanton Gex ist ein französischer Wahlkreis im Département Ain in der Region Auvergne-Rhône-Alpes. Er umfasst sieben Gemeinden im Arrondissement Gex, sein bureau centralisateur befindet sich in Gex. Im Rahmen der landesweiten Neuordnung der französischen Kantone wurde er im Frühjahr 2015 verkleinert. 

## Gemeinden
Der Kanton besteht aus sieben Gemeinden mit insgesamt 33.936 Einwohnern (Stand: 1. Januar 2022) auf einer Gesamtfläche von 98,27 km²:
| Gemeinde          | Einwohner 1. Januar 2022 | Fläche km² | Dichte Einw./km² | Code INSEE | Postleitzahl |
| ----------------- | ------------------------ | ---------- | ---------------- | ---------- | ------------ |
| Cessy             | 5.570                    | 6,39       | 872              | 01071      | 01170        |
| Divonne-les-Bains | 10.300                   | 33,88      | 304              | 01143      | 01220        |
| Gex               | 13.455                   | 32,02      | 420              | 01173      | 01170        |
| Grilly            | 873                      | 7,50       | 116              | 01180      | 01220        |
| Sauverny          | 1.003                    | 1,89       | 531              | 01397      | 01220        |
| Versonnex         | 2.222                    | 5,89       | 377              | 01435      | 01210        |
| Vesancy           | 513                      | 10,70      | 48               | 01436      | 01170        |
| Kanton Gex        | 33.936                   | 98,27      | 345              | 0109       | –            |

Bis zur Neuordnung bestand der Kanton Gex aus den elf Gemeinden Cessy, Chevry, Crozet, Divonne-les-Bains, Échenevex, Gex, Grilly, Lélex, Mijoux, Ségny und Vesancy. Sein Zuschnitt entsprach einer Fläche von 183,11 km2. Er besaß vor 2015 den INSEE-Code 0114.

## Einwohnerzahlen
| Bevölkerungsentwicklung | Bevölkerungsentwicklung |
| Jahr                    | Einwohner               |
| ----------------------- | ----------------------- |
| 1962                    | 7564                    |
| 1968                    | 9397                    |
| 1975                    | 12.825                  |
| 1982                    | 15.180                  |
| 1990                    | 19.550                  |
| 1999                    | 22.478                  |
| 2006                    | 27.505                  |
| 2011                    | 31.519                  |

## Politik
| Vertreter im conseil général des Départements | Vertreter im conseil général des Départements | Vertreter im conseil général des Départements |
| Amtszeit                                      | Name                                          | Partei                                        |
| --------------------------------------------- | --------------------------------------------- | --------------------------------------------- |
| 2001–2015                                     | Gérard Paoli                                  | UMP                                           |
| 2015–                                         | Véronique Baude Gérard Paoli                  | UD                                            |